# Eduardo Martini (futebolista)
Eduardo Martini (Feliz, 11 de janeiro de 1979), é um ex-futebolista brasileiro que atuava como goleiro.

## Carreira

### Início
Eduardo surgiu para o futebol no Grêmio. Em 2002, foi promovido aos profissionais do clube, ano este que ficou marcado por uma confusão com o seu companheiro de clube Danrlei. Após uma bola dividida num treino do Grêmio, o então goleiro titular do time aplicou um soco em Martini que tentou revidar mas foi contido pelos seus companheiros de clube. A agressão rendeu uma punição a Danrlei.
Em 2002, Eduardo teve a sua grande chance da carreira: após uma suspensão de Danrlei, Eduardo Martini seria o titular na Copa Libertadores. Com Martini no gol, o Grêmio foi até às semifinais, sendo eliminado na disputa por pênaltis contra o Olimpia, mas após inúmeras falhas e a eliminação voltou ao banco no campeonato brasileiro daquele ano. No início de 2004, Eduardo, após atuar em algumas partidas no início da temporada, não continuou no clube, indo para o Juventude. Ficou no clube de Caxias do Sul nos anos de 2004 e 2005.

### Avaí
Em 2006 Eduardo foi contratado pelo Avaí, onde obteve maior destaque em sua carreira. Fez sua estreia na vitória por 1 a 0 contra o Internacional, em 6 de julho de 2006. Martini completou cem jogos pelo time da Ressacada em 26 de julho de 2008, em derrota por 3 a 2 contra a Ponte Preta. No jogo seguinte (Avaí 5x1 CRB no dia 2 de agosto de 2008), dentro da Ressacada e diante da torcida do Avaí, Martini atuou com uma camisa de número 100 e recebeu das mãos do presidente do clube João Nílson Zunino, uma placa em homenagem ao feito.

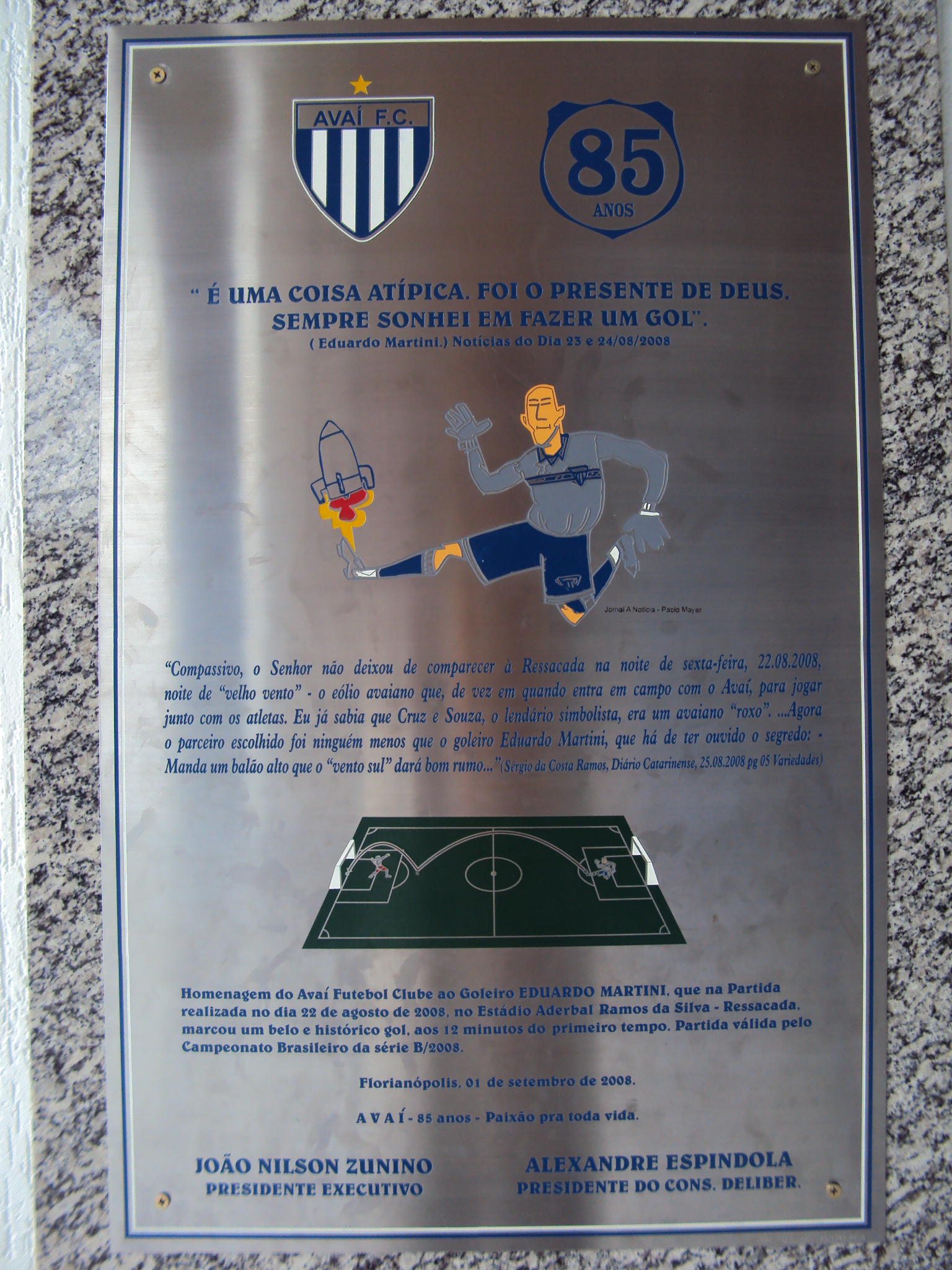
Placa localizada na Ressacada em homenagem ao gol de Martini.

Em 22 de agosto de 2008, Eduardo Martini protagonizou um feito histórico: marcou um gol da área, contra o Paraná Clube. Tal lance aconteceu aos 12 minutos do primeiro tempo de partida. Com isso, o Avaí homenageou-o com uma placa alusiva ao gol no Estádio da Ressacada. Ao final da competição ascendeu com o Avaí à Série A do Campeonato Brasileiro, ao terminar a Série B de 2008 em 3º lugar.
Ficou ainda mais marcado na história do time catarinense, por fazer parte do elenco na campanha da conquista do acesso à Série A de 2009 e do título do Campeonato Catarinense de 2009, onde foi considerado o melhor goleiro da competição. Com 186 jogos disputados, é o sexto jogador na história que mais vezes defende o Avaí.

### Outros clubes
Em dezembro de 2009, Eduardo foi anunciado como reforço da Ponte Preta para a temporada de 2010, onde foi titular por todo o período e atou em 39 partidas. No dia 19 de janeiro de 2011, foi anunciado como reforço do Novo Hamburgo para a temporada, no ano em que o clube comemora seu centenário. No ano de 2013, atuou novamente no Campeonato Gaúcho, mas desta vez pelo Lajeadense.
No ano seguinte, Martini chegou a ser anunciado como novo reforço do Icasa para a Série B do Campeonato Brasileiro, mas acabou permanecendo no Rio Grande do Sul e acertou com o Brasil de Pelotas para a disputa da Série D.

## Estatísticas
Última atualização: 16 de março de 2014.
| Clube      | Ano   | Jogos | Gols |
| ---------- | ----- | ----- | ---- |
| Avaí       | 2006  | 11    | 0    |
| Avaí       | 2007  | 56    | 0    |
| Avaí       | 2008  | 57    | 1    |
| Avaí       | 2009  | 62    | 0    |
| Lajeadense | 2013  | 22    | 0    |
| Lajeadense | 2014  | 17    | 0    |
| TOTAL      | TOTAL | 225   | 1    |

## Títulos
Grêmio
- Campeonato Gaúcho: 2001
- Copa do Brasil: 2001

Avaí
- Campeonato Catarinense: 2009

Brasil de Pelotas
- Campeonato Gaúcho do Interior 2015

## Premiações
- Melhor goleiro do Campeonato Catarinense de 2009
- Melhor goleiro do Campeonato Gaúcho de 2013